# Vadnay László
Vadnay László (Kerepes, 1904. június 6. – Budapest, 1967. április 18.) magyar író, humorista, konferanszié, filmforgatókönyv-író; a Hacsek és Sajó-jelenetek, illetve -figurák megteremtője.

## Életút
Budapesten született Vadnai (Wolf) Hugó (1865–1928) bankhivatalnok és Fried Emma gyermekeként. Apai nagyszülei Wolf Bernát (1831–1901) kereskedő és Fuchs Emma, anyai nagyszülei Fried Márk és Raditz Fanni.
Kezdetben a Fővárosi Serfőző Rt. gyakornoka volt. Újságírói pályáját az 1920-as évek elején, a Reggeli Újság munkatársaként kezdte. Rövidesen mint kabarészerző is ismertté vált. A Hacsek és Sajó-jelenetek és újszerű párbeszédes dramaturgiájuk 1928-as életre hívójaként a magyar kabaré klasszikusai között emlegetik. Állítása szerint a kávéházi bősz vitatkozók jelenetéből több mint ezret írt. Ezen túlmenően a kétszázat is meghaladja a jelenetek, egyfelvonásosok, egész estés darabok és forgatókönyvek száma. A műveit a következő kabarékban, színházakban játszották:
- Apolló Kabaré (1924)
- Terézkörúti Színpad (1924–1938)
- Papagáj Kabaré (1924–1925)
- Rakéta Kabaré (1925)
- Komédia Kabaré (1925, 1932, 1941)
- Talkie Kabaré (1929)
- Clarus Kabaré (1930)
- Omnia Kabaré (1930–1931)
- Femina (1931)
- Komikusok Kabaréja (1931–1932)
- Király Kabaré (1932)
- Terézváros Kabaré (1932)
- Pódium Kabaré (1936–1942)
- Pavillon Kabaré (1936–1937)
- Bethlen Téri Színház (1930–1932)
- Blaha Lujza Színház (1925–1933)
- Kamara Varieté (1947)
- Vidám Színpad (1957–1958, 1963, 1978)

1938-ban az Amerikai Egyesült Államokba emigrált, ahol szintén sikeres lett. A háború után háromszor látogatott haza Magyarországra (1948, 1960, 1967), ahol annak ellenére, hogy játszották a Hacsek és Sajót, szinte teljesen elfelejtették. 1967-ben budapesti látogatásakor halt meg.
Felesége Blau Klára volt, Blau Mózes Mór és Bak Ottilia lánya, akit 1932. május 26-án Budapesten, az Erzsébetvárosban vett feleségül.

## Színpadi művei
A Színházi adattárban regisztrált bemutatóinak száma (1958-): 19.
- Tisztelt ház (1934)[14]
- Nápolyi kaland (1934)[15]
- III. Konrád
- Csúnya lány

## Forgatókönyvei
| Magyar - Kati katonája (1927) - Csókolj meg édes (1932) - Éjféli tangó (1932) - Vica a vadevezős (1933) - Meseautó - Ez a villa eladó (1935) - Csúnya lány (1935) - Havi 200 fix (1936) - Szenzáció (1936) - Lovagias ügy (1937) - (1937) - Hotel kikelet - Pesti mese - Az ember néha téved (1938) | Amerikai - Realizmus és fantázia (Oscar-díj jelölt) - Egy frakk története (1942, főszerepben: Gregory Peck) - Kétes dicsőség (1944) - A nagy gyémántrablás (1953) - Tíz cent Glóriával (1962) - Világos feladja (1964) - A bizsu (1966, főszereplő: Marlene Dietrich) - Jó firma (1976, tévéfilm) |

## Kötetei
- Hacsek és Sajó. 3. sor.; Reggeli Újság, Budapest, 193?
- Hacsek és Sajó; ill. Temmerné Schillinger Ági; Reggeli Újság, Budapest, 1933
- Hacsek és Sajó összegyűjtött legjobb mókái; Globus Ny., Budapest, 1933
- Hacsek és Sajó a családról; ill. Szigethy István; Hacsek és Sajó Könyvek Kiadója, Budapest, 1935 (Hacsek és Sajó)
- Hacsek és Sajó a politikában; ill. Szigethy István; Hacsek és Sajó könyvek kiadója, Budapest, 1935
- Hacsek és Sajó színházról és sportról; ill. Szigethy István; Hacsek és Sajó könyvek kiadója, Budapest, 1935
- Előkészületek téli háborúra. Emlékirat; Stádium Ny., Budapest, 1943
- Vadnay László leghíresebb Hacsek és Sajó párbeszédei; Foreign Language Book Publishing, New York 1959
- Hacsek és Sajó összegyűjtött legjobb mókái; vál., szerk., utószó Vinkó József; Babits, Szekszárd 1990
- Hacsek és Sajó összegyűjtött legjobb mókái. Válogatott kabarétréfák; vál., szerk. Labányi Ágnes, előszó Bohuniczky Jenő, utószó Vinkó József; Ciceró, Budapest, 2000